# Liu Wei (Tischtennisspielerin)
Liu Wei (* 27. November 1969 in Shandong) ist eine ehemalige chinesische Tischtennisspielerin. Sie gewann in den 1990er Jahren bei Weltmeisterschaften fünf Goldmedaillen.

## Werdegang
Von 1989 bis 1995 wurde Liu Wei viermal für Weltmeisterschaften nominiert. Dabei gewann sie im Doppel mit Qiao Yunping 1993 Gold und 1995 Silber hinter Deng Yaping/Hong Qiao. Zudem wurde sie 1995 im Einzel Dritte. Im Mixed wurde sie 1991, 1993 und 1995 mit Wang Tao Weltmeister. Es war das erste Mal, dass ein Paar dreimal in Folge den Mixedwettbewerb gewann. Eine weitere Goldmedaille gewann sie 1995 mit der chinesischen Damenmannschaft.
1996 qualifizierte sich Liu Wei für die Olympischen Sommerspiele, wo sie im Doppel mit Qiao Yunping Silber gewann.
Nach den Olympischen Spielen zog Liu Wei sich vom Leistungssport zurück. Sie spielte noch drei Jahre in der japanischen Liga beim Verein Sakura Bank Club. 1999 kehrte sie nach China zurück und begann zu studieren. 2003 gründete sie den Peking University Founder Table Tennis Club. Dieser hat das Ziel, Studium und Leistungssport zu kombinieren.
Aufgrund ihrer Erfolge wurde sie 2003 vom Weltverband ITTF in die ITTF Hall of Fame aufgenommen.

## Namensvetter
Es gibt noch einen männlichen chinesischen Tischtennisspieler mit Namen Liu Wei. Dieser wurde in der Saison 1995/96 vom deutschen Bezirksligisten TG Donzdorf (Baden-Württemberg) für einige Spiel verpflichtet um den Aufstieg in die Landesliga zu sichern.

## Turnierergebnisse
| Verband | Veranstaltung                      | Jahr | Ort          | Land | Einzel        | Doppel     | Mixed         | Team |
| ------- | ---------------------------------- | ---- | ------------ | ---- | ------------- | ---------- | ------------- | ---- |
| CHN     | Asienmeisterschaft ATTU            | 1994 | Tianjin      | CHN  | Halbfinale    | Gold       | Silber        | 1    |
| CHN     | Asienmeisterschaft ATTU            | 1990 | Kuala Lumpur | MAS  | Silber        | Silber     |               |      |
| CHN     | Asian Cup                          | 1994 | Shanghai     | CHN  | Viertelfinale |            |               |      |
| CHN     | Asian Cup                          | 1993 | Shunde       | CHN  | 1             |            |               |      |
| CHN     | Asian Cup                          | 1991 | Dhaka        | BAN  | 1             |            |               |      |
| CHN     | Asienspiele                        | 1994 | Hiroshima    | JPN  |               | Gold       | Viertelfinale | 1    |
| CHN     | Asienmeisterschaft ATTU (Junioren) | 1986 | Nagoya       | JPN  |               |            | Gold          | 1    |
| CHN     | Olympische Spiele                  | 1996 | Atlanta      | USA  | 4             | Silber     |               |      |
| CHN     | Pro Tour                           | 1996 | Xi’an        | CHN  | Viertelfinale | Halbfinale |               |      |
| CHN     | Weltmeisterschaft                  | 1995 | Tianjin      | CHN  | Halbfinale    | Silber     | Gold          | 1    |
| CHN     | Weltmeisterschaft                  | 1993 | Göteborg     | SWE  | keine Teiln.  | Gold       | Gold          |      |
| CHN     | Weltmeisterschaft                  | 1991 | Chiba City   | JPN  | Viertelfinale | Halbfinale | Gold          |      |
| CHN     | Weltmeisterschaft                  | 1989 | Dortmund     | FRG  | letzte 64     | Halbfinale | letzte 16     | 1    |
| CHN     | WTC-World Team Cup                 | 1995 | Atlanta      | USA  |               |            |               | 1    |
| CHN     | WTC-World Team Cup                 | 1991 | Barcelona    | ESP  |               |            |               | 1    |